# ファミスタ'93
『ファミスタ'93』（ファミスタきゅうじゅうさん、Famista '93）は、1992年12月22日にナムコ (後のバンダイナムコエンターテインメント) から発売された日本のファミリーコンピュータ用ゲームソフト。「ナムコット ファミリーコンピュータゲームシリーズ」第82弾。

## 概要
本作より日本野球機構（NPB）のライセンス許可が受けられるようになり、球団名・選手名が実名化されている（シリーズ全体では4月発売の『スーパーファミスタ』が先行して実名化）。1992年終了時のデータであり、1993年よりチーム名を変更した横浜ベイスターズは横浜大洋ホエールズとして登場する。
- 実名化に伴い、DH制が初めて導入された。パ・リーグ所属球団が後攻の場合は自動的にDH制となる。
- メジャーリーガーズが消滅し、代わりに日本の球団に所属している現役外国人選手のオールスターチーム・オールアメリカン（AAチーム）が登場している。なお、この当時は外国人捕手が不在であったため、実際には内野手のマーティ・ブラウン（広島）が捕手に設定されている。
- 当時近鉄在籍だった吉田剛の打席で『スカイキッド』の曲がかかるが、これは実際の試合で打席に立つ時に流されていた応援歌の使用曲がスカイキッドであった為である。この曲は後の作品でナムコスターズのチャンステーマに使われている。
- オールスターモードは前作のようなランダム仕様でなく、その年に開催されたオールスターゲームのデータを基にセ・リーグオールスターとパ・リーグオールスターが始めから用意されている。
- この他、ゲーム本編とは無関係であるが以下のモードが用意されている。
  - 野球クイズ - 背番号と成績から選手を当てる。
  - 野球カード - トレーディングカード状の描き下ろしグラフィックと選手データが見られる。
- 球場は以下の3種類。
  - じんぐうのもり - 明治神宮野球場がモデル。両翼91m・センター120m。
  - ろっこうさん - 阪神甲子園球場がモデル。'89開幕版以来の復活だが、ラッキーゾーンが撤去され両翼が96mに。
  - もくぞうドーム - 出雲ドームがモデル。両翼90m・センター110m。
- 試合結果報告がテレビのニュース番組から、スポーツ新聞に戻った（題号はnamcotスポーツに変更）。
- また、選手の体型が前作までに比べてスリム化している。